# Gemeine Zeltfledermaus

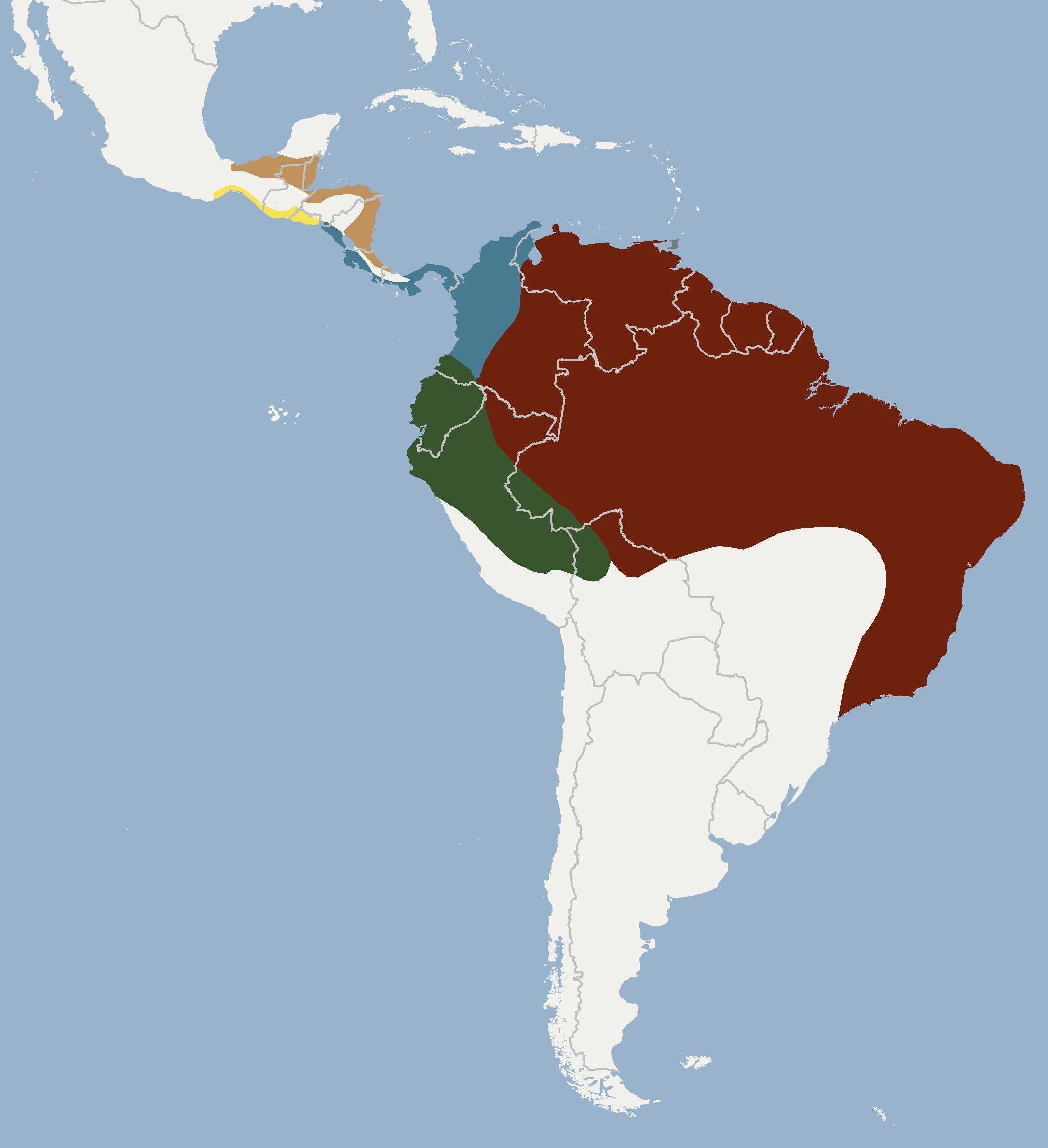
Verbreitung der Gemeinen Zeltfledermaus

Die Gemeine Zeltfledermaus (Uroderma bilobatum), früher auch als Gelbohrfledermaus oder Zeltbauende Fledermaus bezeichnet, ist eine Fledermausart aus der Familie der Blattnasen. Sie kommt von Mexiko bis ins nördliche Südamerika vor. Gelegentlich wird der Name Gelbohrfledermaus für die Weiße Fledermaus verwendet, für die Zeltbauende Fledermaus ist er aber gebräuchlicher.

## Beschreibung
Die Gemeine Zeltfledermaus erreicht eine Kopf-Rumpflänge von 54 bis 74 mm, eine Vorderarmlänge von 39 bis 45 mm und ein Gewicht von 13 bis 21 Gramm. Der Körper ist allgemein graubraun. Das Gesicht ist mit vier weißen Streifen durchzogen. Auf dem Hinterrücken befindet sich ein heller Mittelstreifen und die Ohren haben gelbe Ränder. Das aufrecht stehende, spitze Nasenblatt hat abgerundete Seiten an einer fleischigen hufeisenförmigen Wölbung. Der Schwanz ist kaum sichtbar.

## Vorkommen
Die Gemeine Zeltfledermaus bewohnt Flachlandregenwälder und gelegentlich Gärten in Belize, Bolivien, Brasilien, Kolumbien, Costa Rica, Ecuador, El Salvador, Französisch-Guayana, Guatemala, Guyana, Honduras, Mexiko, Nicaragua, Panama, Peru, Suriname, Trinidad und Tobago und Venezuela.

## Lebensweise
Die Ruhestätten der Art sind zeltartige Schutzverstecke, die aus Palmen- oder Bananenblättern errichtet werden. Dazu nagt die Fledermaus eine relativ gerade Linie an der Blattmitte an. Dann klappen die Blätter zusammen und bieten Schutz vor Feinden und der Witterung. Tagsüber versammeln sich zwei bis fünfzig Tiere unter den Blättern. Die Hauptnahrung besteht aus Früchten und Nektar, den sie aus den zerkauten Früchten gewinnt. Zusätzlich bereichern Insekten das Nahrungsangebot. Trächtige Weibchen wurden von Dezember bis Juli in Mittelamerika und im Januar, Juli, August, September und November in Südamerika beobachtet. Gewöhnlich kommt ein Junges zur Welt.